# Croix monumentale de Pernant
La croix monumentale est une croix située à Pernant, en France.

## Localisation
La croix est située sur la commune de Pernant, dans le département de l'Aisne.

## Historique
Le monument est classé au titre des monuments historiques en 1937.